# マフムード (オイラト)
マフムード（Maḥmūd、? - 1416年）は、オイラト部の族長。漢字では馬哈木と書かれる。

## 概要
マフムードの名前が正史に初めて出てくるのは1403年、即位したばかりの明の永楽帝が送った使者を迎えた時である。15世紀初のオイラトはマフムード、タイピン、バト・ボラトが率いる3つの勢力に分裂しており、その中で最も力を持っていたのがマフムードだと明側は考えていた。1409年にそれぞれの勢力の指導者に王位が与えられ、マフムードは順寧王位を得た。
北元のオルジェイ・テムル、アルクタイと争い、1410年に彼らが永楽帝の親征を受けて没落すると、明に北元勢力の討伐を申し出た。1412年にオルジェイ・テムルを殺害、オルジェイ・テムルが所有していた元の玉璽の献上と引き換えにアルクタイの討伐、明の庇護下にあるクビライ家の王子のトクトア・ブハの引き渡し、そして多額の褒賞を要求するが、明側は要求を容れなかった。マフムードは明の使者を拘留して国境地帯に侵入する敵対行為に出るが、これが永楽帝の怒りを招く。1413年の冬、マフムードは飲馬河を越えて明に侵入しようとするがアルクタイの襲撃を受け、報告を受け取った永楽帝は親征の詔を出した。1414年、マフムードはフラン・フシウン（忽蘭忽失温）で明軍を迎撃するも明の鉄騎兵に敗れ、10人以上の息子と数千の部衆を失う。トゥラ川まで追撃の手は迫るが逃げ切り、1415年に永楽帝に謝罪の意を表して拘置していた使者を返還した。
1416年にアルクタイの攻撃を受けて敗北、敗戦から間も無く死去した。

## モンゴル年代記におけるマフムード
『蒙古源流』『アルタン・トプチ』などのモンゴル年代記では、オイラトのジャハ・ミンガンのゴーハイ太尉の息子のバトラ丞相（ᠪᠠᠲᠤᠯᠠ
ᠴᠢᠩᠰᠠᠩ、Batula čingsang）として登場する。
『蒙古源流』によると、ゴーハイ太尉がある時主君のエルベク・ハーンに弟の妻のオルジェイト妃子の存在を伝えたことをきっかけに、エルベク・ハーンが弟を殺しオルジェイト妃子を奪うという事件が起こった。このため後にオルジェイト妃子はゴーハイ太尉が自分と密通したと偽り、これに怒ったエルベク・ハーンによってゴーハイ太尉は殺された。しかし、後にオルジェイト妃子の真意を知るとエルベク・ハーンはこれを悔やみ、ゴーハイ太尉の息子のバトラに自身の娘のサムル公主を娶せ、丞相（チンサン）とし、四オイラトを知行させた。しかし、これによってオイラトのオゲチ・ハシハは「（ハーンの勝手によって）主人である自分を差し置いて家来のバトラがオイラトを支配することになった」と怒り、エルベク・ハーンとバトラ丞相を殺したという。
一方、『アルタン・トプチ』にもほぼ同様の話が伝えられているが、バトラ丞相とオゲチ・ハシハが兄弟であり、両者の手によってエルベク・ハーンが殺されたという違いが存在する。二つの記述を比較すると『アルタン・トプチ』の方がより古い形式であり、『蒙古源流』はこれに他の伝承を組み合わせてより複雑な物語にしたものだと考えられている。
また、『蒙古源流』では息子であるトゴンの別名としてバクムという名を伝えているが、これは「マフムード」の訛であるため、『蒙古源流』の誤謬であると考えられる。

## 子
- トゴン